# Joachim Wolf (Wirtschaftswissenschaftler)
Joachim Wolf (* 26. November 1957 in Stuttgart) ist ein Wirtschaftswissenschaftler mit Fachrichtung Unternehmensführung an der Christian-Albrechts-Universität Kiel.

## Leben und Wirken
Wolf studierte von 1977 bis 1983 Betriebswirtschaftslehre mit technischer Orientierung an der Universität Stuttgart. Von 1984 bis 1999 war er wissenschaftlicher Mitarbeiter am Lehrstuhl für Unternehmensführung, Organisation und Personalwesen der Universität Hohenheim bei Klaus Macharzina. 1993 wurde er von der Hohenheimer Fakultät für Wirtschafts- und Sozialwissenschaften mit einer Arbeit über die Koordination von Personalentscheidungen in internationalen Unternehmen zum Dr. oec promoviert. Im September 1994 übernahm er aufgrund der Hohenheimer Präsidentschaft von Professor Macharzina zusammen mit Michael-Jörg Oesterle Vertretungsaufgaben des Lehrstuhls. 1999 habilitierte er sich und erhielt die venia legendi im Fach Betriebswirtschaftslehre. Die Habilitationsschrift beinhaltet eine empirische Untersuchung über die Entwicklung von Strategien und Organisationsstrukturen deutscher nationaler und internationaler Unternehmen. Die aus ihr hervorgegangene, 2000 im Gabler Verlag erschienene Buchpublikation wurde von der Frankfurter Allgemeinen Zeitung als Standardwerk bezeichnet.
Im Jahr 1998 hat Joachim Wolf den Lehrstuhl für Personalwirtschaft und Organisation der Universität Bamberg und in den Jahren 1999/2000 die Professur BWL der öffentlichen Verwaltung der Universität Konstanz vertreten. 1998 führte ihn eine Gastprofessur an die Fordham University, New York, N. Y. Darüber hinaus war er zwischen 1994 und 2000 Assistant bzw. Associate Editor der englischsprachigen Fachzeitschrift Management International Review, die er seit 2006 mit Michael-Jörg Oesterle herausgibt.
Seit April 2000 ist Joachim Wolf Ordinarius des Lehrstuhls Organisation an der Christian-Albrechts-Universität zu Kiel.
Im Mittelpunkt von Joachim Wolfs Forschung stehen die organisatorische Gestaltung internationaler Unternehmen sowie personalwirtschaftliche und landeskulturelle Fragestellungen.

## Ehrungen
Im November 2010 wurde Joachim Wolf durch die Université de Rennes 1 die Ehrendoktorwürde verliehen.

## Schriften
- Koordinationsprozesse im Personalmanagement global tätiger Unternehmen – Empirische Analyse des Instrumenteneinsatzes. Dissertation. Universität Hohenheim. Stuttgart 1993.
- mit Klaus Macharzina, Thomas Döbler: Werthaltungen in den neuen Bundesländern – Strategien für das Personalmanagement. Wiesbaden 1993.
- Internationales Personalmanagement – Kontext, Koordination, Erfolg. Wiesbaden 1994.
- mit Klaus Macharzina (Hrsg.): Handbuch Internationales Führungskräfte-Management. Stuttgart et al. 1996.
- mit Klaus Macharzina, Michael-Jörg Oesterle (Hrsg.): Global Business in the Information Age, Proceedings of the 23rd Annual EIBA Conference. Stuttgart 1997.
- Strategien und Strukturen deutscher nationaler und internationaler Unternehmen – Eine informationsverarbeitungstheoretisch fundierte empirische Untersuchung. Habilitationsschrift. Universität Hohenheim. Stuttgart 1999.
- Der Gestaltansatz in der Management- und Organisationslehre. Wiesbaden 2000.
- Strategie und Struktur 1955–1995 – Ein Kapitel der Geschichte deutscher nationaler und internationaler Unternehmen. Wiesbaden 2000.
- mit Sönke Albers (Hrsg.): Management Virtueller Unternehmen – Betriebswirtschaftliche Aspekte lose gekoppelter Systeme und Electronic Business. Wiesbaden 2003.
- mit Michael-Jörg Oesterle (Hrsg.): Internationalisierung und Institution. Wiesbaden 2005.
- mit Klaus Macharzina, Anne Rohn (Hrsg.): Forschungsleistung in der deutschsprachigen Betriebswirtschaftslehre – Konzeption und Befunde einer empirischen Untersuchung. Wiesbaden 2006.
- mit Sönke Albers, Daniel Klapper, Udo Konradt, Achim Walter (Hrsg.): Methodik der empirischen Forschung. 3. Auflage. Wiesbaden 2009.
- mit Klaus Macharzina: Unternehmensführung – Das internationale Managementwissen – Konzepte, Methoden, Praxis. 7. Auflage. Wiesbaden 2010.
- Organisation, Management, Unternehmensführung – Theorien, Praxisbeispiele und Kritik. 4. Auflage. Wiesbaden 2011.
- mit Christine Stickel-Wolf: Wissenschaftliches Arbeiten und Lerntechniken – Erfolgreich studieren – gewusst wie! 6. Auflage. Wiesbaden 2011.